# Condessa Lisl von Schlaf
Condessa Lisl von Schlaf é uma personagem fictícia do filme 007 Somente Para Seus Olhos (1981) da série cinematográfica de James Bond, criado por Ian Fleming.
Ela foi interpretada pela atriz australiana Cassandra Harris, então mulher do ator Pierce Brosnan, que faria o papel de 007 no cinema quatorze anos depois.

## Características
A Condessa Lisl é a "Prostituta de Luxo" de Risico, um dos contos que formam o livro For Your Eyes Only, escrito por Ian Fleming e base do filme, e no cinema  é a cara amante de Columbo, o contrabandista grego que se alia a Bond. Ela se passa por uma condessa austríaca mas na verdade é uma inglesa de Liverpool. Mulher de gostos caros, gosta de apostar dinheiro com os homens.

## Filme
Bond e a condessa encontram-se primeiramente no cassino grego onde o espião foi jantar com  Aristotle Kristatos, o vilão da trama, e onde ela também se encontra, acompanhando seu amante e jogando. Atraída por Bond, Lisl encontra um jeito de livrar-se de Columbo e convida o agente para acompanhá-la até sua casa para brindarem a noite com champagne e ostras, e onde fazem amor.
No dia seguinte, entretanto, quando caminham na praia, um dos capangas de Kristatos, Emile Locque, aparece perseguindo-os num buggy. O casal foge pela areia da perseguição do carro e Bond consegue escapar do atropelamento, mas o assassino persegue, atropela e mata a condessa. A localização deles havia sido dada a Kristatos pelo motorista do táxi que os transportou do cassino até a casa da condessa na noite anterior, e o vilão tentou matá-los para que parecesse um assassinato ordenado pelo amante de Lisl, Columbo, seu arquinimigo, como Bond descobre ao se encontrar com o contrabadista.
Bond vinga a morte de Lisl mais tarde do filme, empurrando Locque e seu carro de cima de um penhasco, nos desfiladeiros da Albânia.